# Ikimono-gakari
Az Ikimono-gakari (いきものがかり) japán rockegyüttes volt. A japán Sony Music EPIC Records kiadójához tartoznak.
Az együttest 1999 februárjában alakította Hotaka Yamashita és Yoshiki Mizuno, az énekes, Yoshioka Kiyoe 1999 decemberében csatlakozott.
Az első albumukat 2003. augusztus 25-én adták ki, a sikert viszont SAKURA című kislemezük hozta meg nekik.

## Tagok
- Kiyoe Yoshioka (吉岡聖恵?) 1984. február 29. Acugiban, a Kanagava prefektúrában született. Ebinában járt középiskolába. Azután a Showa Academia Musicae Junior főiskolára járt. Ő az együttes énekese, és emellett jópár dalszöveget is írt. A bátyja osztálytársa volt Hotaka-nak és Yoshiki-nek is középiskolában. A becenevei Yosshie és Kiyoe-chan.
- Yamashita Hotaka (山下穂尊?) 1982. augusztus 27. Ebinában, a Kanagava prefektúrában született. Az Acugii középiskolába járt, majd szociológia szakon végzett a Hosei egyetemen. gitáron és szájharmonikán játszik, dalszövegeket és zenéket ír az együttes számaihoz. A becenevei: Hocchi és Yama-chan.
- Mizuno Yoshiki (水野良樹?) 1982. december 17. Ebinában született, a Kanagava prefektúrában. Az Acugii középiskolába járt, majd szociológia szakon végzett a Hitocubasi egyetemen. Ő az együttes vezetője, gitározik és énekel is. Dalszövegeket és zenét is ír az együttes számaihoz. A beceneve Yocchan.

## Diszkográfia

### Kislemezek
|     | Megjelent            | Cím                                                             | Sorozatszám |
| --- | -------------------- | --------------------------------------------------------------- | ----------- |
| 1.  | 2006. március 15.    | SAKURA                                                          | ESCL-2803   |
| 2.  | 2006. május 31.      | HANABI                                                          | ESCL-2823   |
| 3.  | 2006. október 18.    | Koisuru Otome (コイスルオトメ)                                  | ESCL-2885   |
| 4.  | 2006. december 6.    | Ryūsei Miracle (流星ミラクル)                                   | ESCL-2897   |
| 5.  | 2007. február 14.    | Uruwashiki Hito/Seishun no Tobira (うるわしきひと/青春のとびら) | ESCL-2925   |
| 6.  | 2007. augusztus 8.   | Natsuzora Graffiti/Seishun Line (夏空グラフィティ/青春ライン)   | ESCL-2975   |
| 7.  | 2007. október 24.    | Akaneiro no Yakusoku (茜色の約束)                               | ESCL-3012   |
| 8.  | 2008. január 30.     | Hana wa Sakura Kimi wa Utsukushi (花は桜 君は美し)              | ESCL-3045   |
| 9.  | 2008. április 16.    | Kaeritaku Natta yo (帰りたくなったよ)                           | ESCL-3058   |
| 10. | 2008. július 9.      | Bluebird (ブルーバード)                                         | ESCL-3083   |
| 11. | 2008. október 15.    | Planetarium (プラネタリウム)                                    | ESCL-3114   |
| 12. | 2008. december 3.    | Kimagure Romantic (気まぐれロマンティック)                      | ESCL-3139   |
| 13. | 2009. május 27.      | Futari (ふたり)                                                 | ESCL-3200   |
| 14. | 2009. július 15.     | Hotaru no Hikari (ホタルノヒカリ)                               | ESCL-3253   |
| 15. | 2009. szeptember 23. | Yell/Joyful (YELL/じょいふる)                                   | ESCL-3280   |
| 16. | 2009. november 11.   | Naku Monka (なくもんか)                                         | ESCL-3299   |
| 17. | 2010. március 10.    | Nostalgia (ノスタルジア)                                        | ESCL-3385   |
| 18. | 2010. május 5.       | Arigatō (ありがとう)                                            | ESCL-3438   |

### Albumok

#### Indie albumok
|    | Megjelent           | Cím | Kiadó      | Sorozatszám |
| -- | ------------------- | --- | ---------- | ----------- |
| 1. | 2003. augusztus 25. | Makoto ni Senetsu Nagara First Album wo Koshiraemashita… (誠に僭越ながらファーストアルバムを拵えました・・・) | cubit club | TSR-001     |
| 2. | 2004. augusztus 28. | Shichishoku Konnyaku (七色こんにゃく)                                                                         | cubit club | QBIX-11     |
| 3. | 2005. május 25.     | Jinsei Sugoroku Dabe. (人生すごろくだべ。)                                                                    | cubit club | QBIX-15     |

#### Fő albumok
|    | Megjelent          | Cím                                         | Sorozatszám                   |
| -- | ------------------ | ------------------------------------------- | ----------------------------- |
| 1. | 2007. március 7.   | Sakura Saku Machi Monogatari (桜咲く街物語) | ESCL-2910                     |
| 2. | 2008. február 13.  | Life Album                                  | ESCL-3046                     |
| 3. | 2008. december 24. | My Song Your Song                           | ESCL-3146                     |
| 4. | 2009. december 23. | Hajimari no Uta                             | ESCL-3354 ESCL-3355 ESCL-3356 |

### Kiadatlan számok
- Futari-no Ai-land (ふたりの愛ランド?) (A Sony Music Online-ról 2006. augusztus elseje óta beszerezhető japánban) – Ez Ishikawa Yūko (石川優子?) számának a feldolgozása.
- Akane Iro-no Yakusoku (茜色の約束?)

### Válogatások
- 14 Princess～PRINCESS PRINCESS CHILDREN～ (14プリンセス～PRINCESS PRINCESS CHILDREN～?) (2006. március 8-án adta ki a SME Records)